# أكورهوتيل أرينا
أكورهوتيل أرينا (بالإنجليزية: AccorHotels Arena) سابقا القصر متعدد الرياضات باريس بيرسي أو كذلك بيرسي أرينا (بالإنجليزية: Bercy Arena)، هي صالة مغلقة تستضيف مسابقات رياضية وأحداث أخرى متنوعة، تقع في باريس في فرنسا، تتسع لـ 20,300 متفرج.

## التاريخ
تم وضع حجر الأساس لها في فبراير 1981. افتتحت في 3 فبراير 1984. تم تجديدها في 2014.

## أحداث

### حفلات موسيقية
استضافت حفلات موسيقية لفنانين مثل:
- مادونا
- سيلين ديون
- ماريا كاري
- ميلين فارمر
- جوني هاليداي
- بريتني سبيرز
- كايلي مينوغ
- ديبيتش مود
- بيونسيه
- ليدي غاغا
- بي تي أس

## وصلات خارجية
- الموقع الرسمي